# Leioproctus nigriceps
Leioproctus nigriceps är en biart som först beskrevs av Heinrich Friese 1916.  Leioproctus nigriceps ingår i släktet Leioproctus och familjen korttungebin. Inga underarter finns listade i Catalogue of Life.